# موسم 2024–25 في الدوري الاميركي للمحترفين
موسم 2024–25 من دوري كرة السلة الوطني الأمريكي هو الموسم التاسع والسبعين من دوري كرة السلة الوطني الأمريكي (NBA). بدأ الموسم العادي في 22 أكتوبر 2024، وانتهى في 13 أبريل 2025.  أقامت رابطة كرة السلة الأمريكية NBA بطولة داخل الموسم للعام الثاني على التوالي، والتي تسمى الآن كأس الإمارات لكرة السلة الأمريكية NBA .  أقيمت مباراة كل النجوم في الدوري الاميركي للمحترفين لعام 2025 في 16 فبراير 2025، في مركز تشيس في سان فرانسيسكو .  ومن المقرر أن تقام بطولة الملحق في الفترة من 15 إلى 18 أبريل 2025، تليها التصفيات في اليوم التالي، وتنتهي بنهائيات الدوري الأميركي للمحترفين في يونيو.

## المعاملات

### التقاعد
- في 2 يوليو 2024، أعلن كيمبا ووكر اعتزاله كرة السلة الاحترافية. [4] انضم إلى فريق هورنتس كمدرب لتعزيز اللاعبين في اليوم التالي. [4] [5]
- في 1 أغسطس 2024، تقاعد جوردون هايوارد من كرة السلة الاحترافية. [6] [7]
- في 15 أغسطس 2024، تقاعد جو هاريس من كرة السلة الاحترافية. [8]
- في 26 سبتمبر 2024، اعتزل ديريك روز كرة السلة الاحترافية. لعب لستة فرق مختلفة خلال مسيرته التي استمرت 16 عامًا، وتم اختياره كأفضل لاعب في الدوري الاميركي للمحترفين (MVP) في عام 2011 مع فريق شيكاغو بولز . [9]
- في 29 سبتمبر 2024، أعلن AJ Griffin اعتزاله كرة السلة الاحترافية لمتابعة مهنة في الوزارة . [10]
- في 2 أكتوبر 2024، تم تعيين إيش سميث ككشاف محترف لفريق واشنطن ويزاردز ، مما أنهى مسيرته الكروية. لعب سميث لصالح 13 فريقًا في الدوري الاميركي للمحترفين خلال 14 عامًا في الدوري الاميركي للمحترفين، وفاز ببطولة الدوري الاميركي للمحترفين في عام 2023 مع فريق دنفر ناجتس . [11]
- في 10 أكتوبر 2024، تقاعد داني جرين من كرة السلة الاحترافية. لعب جرين مع ستة فرق مختلفة خلال مسيرته التي استمرت 14 عامًا، وهو أحد اللاعبين الأربعة الذين فازوا ببطولات الدوري الأميركي للمحترفين مع ثلاثة فرق مختلفة. [12]
- في 29 أكتوبر 2024، أعلن رودي جاي اعتزاله كرة السلة الاحترافية. [13] [14]

### مسودة
أقيمت الجولة الأولى من مسودة الدوري الاميركي للمحترفين لعام 2024 في 26 يونيو 2024، في مركز باركليز في بروكلين ، نيويورك. أقيمت الجولة الثانية في اليوم التالي في استوديوهات Seaport District التابعة لشبكة ESPN في مانهاتن .  
اختار فريق أتلانتا هوكس اللاعب الفرنسي الشاب زاكاري ريساتشر كاختيار رقم 1 في التشكيلة الأساسية.

### وكالة حرة
بدأت مفاوضات الوكالة الحرة في 30 يونيو 2024، الساعة 6 مساءًا بالتوقيت الشرقي. تم التعاقد مع اللاعبين رسميًا بعد وقف النشاط الرياضي في السادس من يوليو في تمام الساعة 12 ظهرًا بالتوقيت الشرقي.

#### التحركات البارزة
- وقّع بول جورج عقدًا لمدة أربع سنوات بقيمة 212 مليون دولار كحد أقصى مع فريق فيلادلفيا 76ers .
- وقّع إيزايا هارتنشتاين عقدًا لمدة ثلاث سنوات بقيمة 87 مليون دولار مع فريق أوكلاهوما سيتي ثاندر .
- تم الاستحواذ على كلاي تومسون من قبل فريق دالاس مافريكس من فريق جولدن ستايت ووريورز في عقد مدته ثلاث سنوات بقيمة 50 مليون دولار في صفقة تبادل بعد دخوله الوكالة الحرة.
- وقّع راسل وستبروك، نجم الدوري الأميركي للمحترفين السابق، عقدًا لمدة عامين بقيمة 6.8 مليون دولار مع فريق دنفر ناجتس .

#### إعادة التوقيعات
- وافق جايسون تاتوم على تمديد عقده مع بوسطن سيلتيكس لمدة أقصاها خمس سنوات.
- وافق جالين جرين على تمديد عقده مع روكتس لمدة ثلاث سنوات.
- يعود باسكال سياكام إلى صفوف فريق بيسرز بعقد مدته 4 سنوات.
- يعود جيمس هاردن إلى فريق كليبرز بعقد لمدة عامين.
- يعود ليبرون جيمس إلى فريق ليكرز بعقد لمدة عامين.
- بام أديبايو يوقع على تمديد عقده مع فريق هيت لمدة ثلاث سنوات.
- وافق جالين برونسون على تمديد عقده مع فريق نيويورك نيكس لمدة أربع سنوات.
- فرانز فاغنر يوافق على تمديد عقده مع ماجيك لمدة 5 سنوات.
- وافق جويل إمبيد على تمديد عقده مع فريق 76ers لمدة ثلاث سنوات.
- وافق سكوتي بارنز على تمديد عقده مع رابتورز لمدة 5 سنوات.
- وافق لوري ماركانن على تمديد عقده مع فريق يوتا جاز لمدة 5 سنوات.
- وافق ستيفن كاري على تمديد عقده مع ووريورز لمدة عام واحد.

### الصفقات البارزة
- شيكاغو بولز يستحوذ على جوش جيدي من أوكلاهوما سيتي ثاندر في مقابل أليكس كاروسو .
- نيويورك نيكس يستحوذ على كارل أنتوني تاونز في صفقة تبادل بين ثلاثة فرق. انضم جوليوس راندل ودونتي دي فينسينزو إلى فريق مينيسوتا تيمبروولفز .
- انضم ديمار ديروزان إلى فريق سكرامنتو كينجز بعد صفقة التبادل التي أجراها فريق شيكاغو بولز مقابل كريس دوراتي . تم إرسال هاريسون بارنز إلى سان أنطونيو سبيرز كجزء من صفقة التبادل المكونة من ثلاثة فرق.
- استحوذ لوس أنجلوس ليكرز على لوكا دونسيتش وماكسي كليبر وماركيف موريس في صفقة تبادل ثلاثية. انضم أنتوني ديفيس وماكس كريستي إلى دالاس مافريكس ، وانضم جالين هود-شيفينو إلى يوتا جاز .

### تغييرات التدريب
| فريق               | موسم 2023–24     | موسم 2024–25         |
| خارج الموسم        | خارج الموسم      | خارج الموسم          |
| ------------------ | ---------------- | -------------------- |
| بروكلين نتس        | كيفن أولي (مؤقت) | جوردي فرنانديز       |
| شارلوت هورنتس      | ستيف كليفورد     | تشارلز لي            |
| كليفلاند كافالييرز | جيه بي بيكرستاف  | كيني أتكينسون        |
| ديترويت بيستونز    | مونتي ويليامز    | جيه بي بيكرستاف      |
| لوس أنجلوس ليكرز   | دارفين هام       | جيه جيه ريديك        |
| فينيكس صنز         | فرانك فوجل       | مايك بودنهولزر       |
| واشنطن ويزاردز     | بريان كيف (مؤقت) | بريان كيف            |
| في الموسم          |                  |                      |
| سكرامنتو كينجز     | مايك براون       | دوغ كريستي (مؤقتًا)   |
| ممفيس غريزليس      | تايلور جينكينز   | توماس إيسالو (مؤقتًا) |
| دنفر ناجتس         | مايكل مالون      | ديفيد أدلمان (مؤقت)  |

#### خارج الموسم
- في 3 أبريل 2024، أعلن نادي شارلوت هورنتس أن ستيف كليفورد سيتنحى عن منصبه كمدرب رئيسي في نهاية موسم 2023-2024 وسينتقل إلى دور استشاري في المكتب الأمامي. [17]
- في 22 أبريل 2024، عيّن فريق بروكلين نتس جوردي فرنانديز مدربًا رئيسيًا جديدًا لهم. [18]
- في 3 مايو 2024، أقال فريق لوس أنجلوس ليكرز مدربه الرئيسي دارفين هام بعد موسمين مع الفريق. [19]
- في 9 مايو 2024، عيّن فريق شارلوت هورنتس تشارلز لي مدربًا رئيسيًا جديدًا لهم. [20]
- في 9 مايو 2024، أقال فريق فينيكس صنز مدربه الرئيسي فرانك فوجل بعد موسم واحد فقط مع الفريق. [21]
- في 11 مايو 2024، عيّن فريق فينيكس صنز مايك بودنهولزر مدربًا رئيسيًا جديدًا لهم. [22]
- في 23 مايو 2024، أقال نادي كليفلاند كافالييرز مدربه الرئيسي جيه بي بيكرستاف بعد خمسة مواسم مع الفريق. [23]
- في 29 مايو 2024، عيّن فريق واشنطن ويزاردز براين كايف مدربًا رئيسيًا بدوام كامل. [24]
- في 19 يونيو 2024، أقال فريق ديترويت بيستونز مدربه الرئيسي مونتي ويليامز بعد موسم واحد من تدريب الفريق. [25]
- في 24 يونيو 2024، عيّن فريق لوس أنجلوس ليكرز جيه جيه ريديك مدربًا رئيسيًا جديدًا لهم. [26]
- في 28 يونيو 2024، عيّن كليفلاند كافالييرز كيني أتكينسون مدربًا رئيسيًا جديدًا لهم. [27]
- في 3 يوليو 2024، عيّن فريق ديترويت بيستونز جي بي بيكرستاف مدربًا رئيسيًا جديدًا لهم. [28]

#### في الموسم
- في 27 ديسمبر 2024، أقال نادي سكرامنتو كينجز مدربه الرئيسي مايك براون . تم تعيين دوج كريستي مدربًا مؤقتًا للفريق. [29]
- في 28 مارس 2025، أقال فريق ممفيس جريزليس مدربه الرئيسي تايلور جينكينز بعد ستة مواسم مع الفريق. [30] تم تعيين توماس إيسالو مدربًا مؤقتًا للفريق. [31]
- في 8 أبريل 2025، أقال نادي دنفر ناجتس مدربه الرئيسي مايكل مالون بعد 10 مواسم مع الفريق. تم تعيين ديفيد أدلمان مدربًا مؤقتًا للفريق. [32]

## ما قبل الموسم
بالإضافة إلى مباريات ما قبل الموسم العادية التي تُقام على ملاعب فرق NBA، غالبًا ما تستضيف NBA مباريات ما قبل الموسم في مواقع محايدة (إما في أسواق محلية غير تابعة لـ NBA أو أسواق أجنبية) أو ضد فرق غير تابعة لـ NBA. مذكور أدناه فقط تلك المباريات التي تقام في مواقع محايدة أو مباريات ما قبل الموسم.

### الألعاب الدولية
| تاريخ    | الفرق                       | الساحة        | موقع                               | مرجع   | الفائز        |
| -------- | --------------------------- | ------------- | ---------------------------------- | ------ | ------------- |
| 4 أكتوبر | بوسطن سيلتيكس ضد دنفر ناجتس | الاتحاد أرينا | أبو ظبي ، الإمارات العربية المتحدة | [ 33 ] | بوسطن سيلتيكس |
| 6 أكتوبر | دنفر ناجتس ضد بوسطن سيلتيكس | الاتحاد أرينا | أبو ظبي ، الإمارات العربية المتحدة | [ 33 ] | بوسطن سيلتيكس |

### المنافسون من خارج الدوري الاميركي للمحترفين
| تاريخ     | الفرق                                       | الساحة          | موقع                 | مرجع   | الفائز                 |
| --------- | ------------------------------------------- | --------------- | -------------------- | ------ | ---------------------- |
| 4 أكتوبر  | نيوزيلندا بريكرز ضد يوتا جاز                | مركز دلتا       | سولت ليك سيتي، يوتا  | [ 34 ] | يوتا جاز               |
| 7 أكتوبر  | نيوزيلندا بريكرز ضد فيلادلفيا سفنيتي سيكسرز | مركز ويلز فارجو | فيلادلفيا، بنسلفانيا | [ 35 ] | فيلادلفيا سفنتي سيكسرز |
| 10 أكتوبر | نيوزيلندا بريكرز ضد أوكلاهوما سيتي ثاندر    | مركز بوك        | تولسا، أوكلاهوما     | [ 36 ] | أوكلاهوما سيتي ثاندر   |
| 16 أكتوبر | راتيو فارم أولم @ بورتلاند تريل بليزرز      | مركز مودا       | بورتلاند، أوريغون    | [ 37 ] | بورتلاند تريل بليزرز   |

## الموسم العادي
تم إصدار غالبية مباريات الموسم العادي في 15 أغسطس، مع احتساب مباريات المجموعة تلك كجزء من البطولة داخل الموسم، والتي يطلق عليها الآن اسم كأس الدوري الاميركي للمحترفين ، والتي تم الإعلان عنها قبل يومين في 13 أغسطس. تم الإعلان عن المباراتين اللتين تعتمدان على نتائج البطولة التي تقام داخل الموسم، إلى جانب جدول أدوار خروج المغلوب، في ختام مباريات المجموعات ( انظر التفاصيل أدناه ).  
لعب فريق سان أنطونيو سبيرز مباراتين في مكانين بديلين في مركز مودي بجامعة تكساس في أوستن بولاية تكساس في فبراير، عندما سيطر معرض سان أنطونيو للأسهم والروديو على مركز فروست بانك.

### الألعاب الدولية
| تاريخ                       | الفرق                              | الساحة                      | موقع                        | مرجع                        | الفائز            |
| مباراة NBA مكسيكو سيتي 2024 | مباراة NBA مكسيكو سيتي 2024        | مباراة NBA مكسيكو سيتي 2024 | مباراة NBA مكسيكو سيتي 2024 | مباراة NBA مكسيكو سيتي 2024 |                   |
| --------------------------- | ---------------------------------- | --------------------------- | --------------------------- | --------------------------- | ----------------- |
| 2 نوفمبر                    | ميامي هيت ضد واشنطن ويزاردز        | ساحة مدينة مكسيكو           | مدينة مكسيكو ، المكسيك      | [ 39 ]                      | ميامي هيت         |
| ألعاب NBA باريس 2025        |                                    |                             |                             |                             |                   |
| 23 يناير                    | إنديانا بيسرز ضد سان أنطونيو سبيرز | أكور أرينا                  | باريس ، فرنسا               | [ 40 ]                      | سان أنطونيو سبيرز |
| 25 يناير                    | سان أنطونيو سبيرز ضد إنديانا بيسرز | أكور أرينا                  | باريس ، فرنسا               | [ 40 ]                      | إنديانا بيسرز     |

### كأس الإمارات لكرة السلة
عادت بطولة كأس الدوري الأميركي للمحترفين ، والتي كانت تُعرف سابقًا باسم البطولة داخل الموسم، لموسم 2024-2025، بنفس الهيكل:   
- يتم احتساب جميع المباريات، باستثناء المباراة النهائية للبطولة، ضمن ترتيب الموسم العادي.
- ستة مجموعات داخل المؤتمر تضم خمسة مشاركين (ثلاث مجموعات لكل مؤتمر).
- الثلاثاء والجمعة بين 12 نوفمبر و3 ديسمبر، أقيمت مباريات دور المجموعات ضد كل من الفرق الأخرى في مجموعتها (اثنتان على أرضها واثنتان خارجها). لا تزال هذه المباريات تُعتبر بمثابة مباريات الموسم العادي.
- يتقدم الفائزون في كل مجموعة (ثلاثة فرق من كل مؤتمر) وفريقان من البطاقة البرية (فريق واحد من كل مؤتمر) إلى بطولة إقصاء واحدة.
- وأقيمت مباراتا الدور نصف النهائي والمباراة النهائية مرة أخرى في لاس فيغاس.
- حصل كل لاعب في بطولة الكأس على مبلغ 514,971 دولار.
- ولتعويض ذلك، تم تعديل صيغة جدولة الموسم العادي في دوري كرة السلة الأميركي للمحترفين بحيث تم الإعلان في البداية عن 80 مباراة فقط لكل فريق خلال فترة ما بين المواسم. تم احتساب الجولتين الأوليين من البطولة داخل الموسم كمباريات للموسم العادي 81 و 82. كانت مباراة البطولة بمثابة مباراة إضافية رقم 83 ولم يتم احتسابها ضمن الموسم العادي. تم جدولة مباريات إضافية للفرق التي لم تتأهل إلى دور خروج المغلوب في البطولة داخل الموسم، أو خرجت من ربع النهائي، ضد فرق أخرى خرجت في نفس المؤتمر (إن أمكن) والجولة للوصول إلى 82 مباراة.
- استضافت ساحة T-Mobile في بارادايس، نيفادا، الدور نصف النهائي ومباراة البطولة للموسم الثاني على التوالي. [43]

### الترتيب
المؤتمر الشرقي
قالب:2024–25 NBA Atlantic standingsقالب:2024–25 NBA Central standingsقالب:2024–25 NBA Southeast standings
قالب:2024–25 NBA Northwest standingsملحوظات
- ز - حسم ميزة اللعب على أرضه طوال التصفيات
- ج - حسم ميزة اللعب على أرضه في تصفيات المؤتمر
- ي - حسم لقب القسم
- باي - حجز مكان في بطولة اللعب (حجز مكان في بطولة اللعب ولكن غير قادر على حجز مكان في التصفيات مباشرة)
- س - حسم مكانه في التصفيات
- * - قائد الفرقة

### المباريات المؤجلة لأسباب أخرى
- 11 يناير: هوكس ضد روكتس بسبب عاصفة شتوية في أتلانتا [44]
- 22 يناير: بيليكانز ضد باكس بسبب عاصفة ثلجية على ساحل الخليج [45]

## بطولة اللعب في الدور التمهيدي
تأهلت فقط أفضل ستة فرق مصنفة في كل مؤتمر إلى الجولات الرئيسية من تصفيات الدوري الاميركي للمحترفين لعام 2025 ، بينما ستشارك الفرق المصنفة الأربعة التالية في بطولة نظام التصفيات في الصفحة من 15 إلى 18 أبريل 2025. ويستضيف الفريق صاحب المركز السابع الفريق صاحب المركز الثامن في جولة الفرصة المزدوجة، ويحتاج إلى الفوز بمباراة واحدة للتقدم، حيث يحصل الفائز على المركز السابع في التصفيات. ويستضيف الفريق صاحب المركز التاسع الفريق صاحب المركز العاشر في جولة الإقصاء، ويحتاج إلى فوزين للتقدم، مع إقصاء الخاسر من المنافسة. يستضيف الخاسر في جولة الفرصة المزدوجة الفائز في مباراة جولة الإقصاء، حيث يحصل الفائز على المركز الثامن ويتم إقصاء الخاسر. 

## وسائط

### وطني

#### التلفزيون الخطي
هذا هو الموسم الأخير من صفقة مدتها تسع سنوات مع مجموعة شبكات ESPN ، وTNT Sports ، و NBA TV ، قبل أن تبدأ صفقات جديدة مدتها 11 عامًا مع ESPN/ ABC ، و NBC ، و Amazon Prime Video في 2025-2026. في عامها الأخير من تغطية دوري كرة السلة الأميركي للمحترفين، بثت قناة TNT مباريات دوري كرة السلة الأميركي للمحترفين مباشرة منذ عام 1989.   رفضت رابطة كرة السلة الأميركية NBA عرض شركة TNT Sports للحصول على حقوق البث التلفزيوني لحزمة أمازون، مدعية أن TNT لم تتمكن من تلبية شروط عقد البث التلفزيوني الكامل مع أمازون. بعد ذلك رفعت شركة TNT دعوى قضائية ضد الدوري في محكمة مانهاتن بولاية نيويورك، سعياً لتأخير سريان صفقات الوسائط الجديدة والحكم بأن عرض TNT يتطابق مع صفقة أمازون.  وفي نوفمبر/تشرين الثاني، اتفق الطرفان على تسوية، حيث احتفظت TNT ببعض حقوق المباريات الدولية المباشرة، بالإضافة إلى حقوق محلية غير متعلقة بالمباريات على تلفزيون NBA والمنصات الرقمية لـ NBA. في اتفاقية ترخيص فرعي منفصلة، سينتقل برنامج Inside the NBA التابع لشبكة TNT إلى ESPN/ABC في عامي 2025 و2026.  
- تبث قناة ESPN المباريات بشكل أساسي في ليالي الأربعاء والجمعة، مع مجموعة محدودة من المباريات في أيام أخرى حسبما يسمح الجدول الزمني. في اليوم الأخير من الموسم العادي، الأحد 13 أبريل، سيتم نقل مباراتين لهما تأثير على التصفيات إلى مباراتين متتاليتين بعد الظهر على قناة ESPN. [52] تبث قناة ABC مباريات NBA Primetime يوم السبت ثمانية أيام سبت بين ديسمبر ومارس (بما في ذلك ثلاث مباريات في 25 يناير)، ومباريات NBA Sunday Showcase في خمسة أيام أحد بعد الظهر (بما في ذلك ثلاث مباريات مزدوجة) في فبراير ومارس. [52] بالإضافة إلى ذلك، تتمتع ESPN بتغطية حصرية لمباريات الدوري الاميركي للمحترفين في يوم عيد الميلاد . في الأصل، من بين مباريات عيد الميلاد الخمس المقررة، سيتم بث المباريات الثلاث الوسطى فقط على ESPN وABC، مع بث المباريات الأولى والأخيرة فقط على ESPN. [52] ومع ذلك، في أكتوبر 2024، أُعلن أن جميع المباريات الخمس ستُبث عبر شبكتي ABC/ESPN كما في عام 2022. [53] خلال بطولة كأس الدوري الأميركي للمحترفين لكرة السلة، بثت شبكة ESPN مباريات مرحلة المجموعات كجزء من تغطيتها ليلة الجمعة، بالإضافة إلى مباراة ربع النهائي. [54] بثت قناة ABC مباراة نصف نهائي ومباراة نهائي كأس الدوري الأميركي للمحترفين في وقت الذروة. [55] بثت قناة ESPN2 بثًا بديلًا لمباراة عيد الميلاد الأولى، حيث ظهرت نسخة متحركة حية من اللعبة تضم شخصيات من عالم ميكي ماوس . [56] تتمتع ESPN بحقوق حصرية لمباراة NBA All-Star Celebrity Game ، والتي تعد جزءًا من NBA All-Star Weekend . في 5 فبراير، أعلنت شبكة ESPN أنها قامت بتعديل موعد ظهور لوكا دونسيتش الأول المتوقع مع فريق لوس أنجلوس ليكرز في 8 فبراير (تم تعديل موعد مباراة يوتا ضد فينيكس في الليلة السابقة من التلفزيون الوطني بسبب هذا)، [57] ولكن بعد أن لم يلعب بسبب الإصابة قامت الشبكة بعد ذلك بتعديل موعد مباراة ليكرز التالية في 10 فبراير (تم الإعلان لاحقًا عن أن مباراة ساكرامنتو ضد لوس أنجلوس كليبرز في 9 مارس تم تعديل موعدها بسبب هذا). [58] [59]
- تبث قناة TNT المباريات في ليالي الثلاثاء خلال معظم الموسم العادي، وفي ليالي الخميس خلال أسبوع الافتتاح وبعد كأس الدوري الأميركي للمحترفين. [60] بالإضافة إلى ذلك، بثت قناة TNT مباراتين في يوم مارتن لوثر كينج جونيور ومباراتين مزدوجتين يوم الاثنين في 31 مارس. تبث قناة TNT بثًا متزامنًا محددًا أو بثًا بديلًا لألعاب مختارة على TruTV . [61] خلال بطولة كأس الدوري الأميركي للمحترفين لكرة السلة، بثت قناة TNT مرحلة المجموعات كجزء من تغطيتها ليلة الثلاثاء، إلى جانب ثلاث مباريات ربع نهائية ومبارة نصف نهائية واحدة. [54] تتمتع قناة TNT بتغطية حصرية لفعاليات NBA All-Star Weekend ، باستثناء مباراة المشاهير.
- تقوم قناة NBA TV ببث المباريات عندما لا تقوم القنوات الوطنية الأخرى ببث المباريات. بثت قناة NBA TV ثلاث مباريات من كأس NBA يوم الجمعة 29 نوفمبر ومباراة واحدة في يوم مارتن لوثر كينج جونيور. [62] يتم حجب جميع مباريات الدوري الأميركي للمحترفين لكرة السلة في الأسواق المحلية للفرق المشاركة. يتم بث معظم المباريات على الهواء مباشرة عبر البث المحلي، ولكن يتم إنتاج مباريات محددة بواسطة NBA TV كجزء من حزمة مباريات NBA Center Court .

البث المباشر
هذا هو الموسم الثاني والأخير الذي ستتمكن فيه خدمة البث المباشر Max من الوصول إلى ألعاب TNT. 
بدأت ESPN+ في بث مباريات ABC هذا الموسم، بما في ذلك مباراتي كأس NBA للشبكة،  NBA Saturday Primetime ،  و NBA Sunday Showcase .  قامت كل من ESPN+ و Disney+ ببث البث البديل لعيد الميلاد الذي يحمل طابع ميكي ماوس، وهو البث التقليدي لجميع مباريات عيد الميلاد الخمس.  ، أول ظهور للاعب لوكا دونسيتش مع فريق لوس أنجلوس ليكرز كان في العاشر من فبراير، ومباراة المشاهير في الدوري الأمريكي للمحترفين ومباراة في وقت الذروة يوم السبت في الثامن من مارس.   
تستمر خدمة NBA League Pass في تقديم الألعاب خارج السوق، والوصول المباشر إلى NBA TV، وإعادة تشغيل كل لعبة عند الطلب. 

### محلي
أطلق فريق شيكاغو بولز، وشيكاغو بلاك هوكس في دوري الهوكي الوطني ، وشيكاغو وايت سوكس في دوري البيسبول الرئيسي، وستاندرد ميديا شبكة شيكاغو الرياضية قبل بداية هذا الموسم، لتحل محل قناة إن بي سي سبورتس شيكاغو باعتبارها مذيعهم الإقليمي.  
اتفق فريق بورتلاند تريل بليزرز وشركة روت سبورتس على إنهاء اتفاقية البث التلفزيوني بينهما قبل بداية الموسم.  في 23 سبتمبر 2024، أعلن فريق Trail Blazers أنه وقع اتفاقية متعددة السنوات مع Sinclair Broadcast Group لتكون جهة البث الجديدة الخاصة بهم. وبموجب الاتفاق، تم تسمية KATU و KUNP كمحطتين رئيسيتين، وتم تسمية مجموعة المحطات التي تبث المباريات عبر منطقة بث الفريق باسم Rip City Television Network ، ويتم بث المباريات محليًا على خدمة بث جديدة مباشرة للمستهلك تسمى BlazerVision . 
توصلت شركة Altitude Sports and Entertainment ، الموطن التلفزيوني لفريق Denver Nuggets، إلى اتفاق مع شركة Tegna Inc. لبث 20 مباراة على قناة KTVD في دنفر. يتم بث بعض الألعاب في نفس الوقت على KUSA . 
هذا هو الموسم الأول الذي أصبح فيه تطبيق Gotham Sports App، المملوك من خلال مشروع مشترك بين MSG Networks و YES Network ، هو الموطن الحصري لبث مباريات فريقي نيويورك نيكس ونتس. لن يقوم التطبيق بتغيير حقوق البث التلفزيوني لهذه الفرق. 

#### إفلاس مجموعة دايموند سبورتس
تخضع مجموعة Diamond Sports Group ، الشركة الأم لسلسلة الشبكات الرياضية الإقليمية FanDuel Sports Network (المعروفة سابقًا باسم Bally Sports)، لحماية الفصل 11 من الإفلاس منذ مارس 2023. وكجزء من الإفلاس، وقعت شركة Diamond Sports في 23 أغسطس/آب 2024 اتفاقية طويلة الأجل مع ثلاثة عشر فريقًا من فرق الدوري الأميركي للمحترفين لكرة السلة التي تمتلك حقوقها، ملتزمة ببث مبارياتهم حتى موسم 2024-2025 على الأقل، ولكن مع تخفيض بنسبة 30 إلى 40 في المائة في رسوم حقوقهم. على الرغم من كونها صفقة طويلة الأجل، إذا لم تتمكن شركة Diamond Sports من الحصول على موافقة المحكمة على خطة الإفلاس، فسوف تنتهي الاتفاقية بعد نهاية الموسم.  
كما أنهى دايموند عقوده مع دالاس مافريكس ونيو أورليانز بيليكانز ،   وسيوقع كلا الفريقين مع هيئات البث عبر الهواء. وقع فريق مافريكس اتفاقية متعددة السنوات مع شركة Tegna Inc. باعتبارها مذيعهم، مع KFAA (المعروفة سابقًا باسم KMPX) و WFAA كمحطات رئيسية.   وفي الوقت نفسه، أعلن فريق بيليكانز عن اتفاقية جديدة مع شركة جراي تيليفيجن ، والتي بموجبها سيتم بث المباريات بواسطة شبكة جلف كوست سبورتس آند إنترتينمنت الجديدة، مع قناة WVUE-DT في نيو أورليانز كقناة رئيسية. 
في 21 أكتوبر، أعادت شركة Bally Sports تسمية علامتها التجارية إلى FanDuel Sports Network ، بعد أن أنهت شركة Diamond اتفاقيات الرعاية مع شركة Bally's Corporation ودخلت في اتفاقية جديدة مع شركة المقامرة عبر الإنترنت FanDuel Group .  
وبالإضافة إلى البث على شبكة FanDuel Sports، أعلنت فرق Bucks وCavaliers وGrizzlies وHawks وHornets وPacers وPistons وThunder وTimberwolves أيضًا عن اتفاقيات لبث خمس مباريات على شبكات البث المحلية. سوف يبث فريق ميلووكي باكس مبارياته على قناتي WMLW-TV (باللغة الإنجليزية) و WYTU-LD (باللغة الإسبانية) المملوكة لشركة Weigel Broadcasting .  سوف يبث فريق كافالييرز مبارياته على شبكة Rock Entertainment Sports Network المملوكة لشركة Gray Media وشبكة WUAB .  سوف يبث فريق جريزليس مبارياته على قنوات WMC-TV و WSMV-TV و WBXX-TV المملوكة لشركة Gray Media .  سوف يبث فريق هوكس المباريات على قناتي WPCH-TV و Peachtree Sports Network المملوكتين لشركة Gray Media .  سيبث فريق هورنتس مبارياته على قنوات WSOC-TV و WAXN-TV المملوكة لشركة Cox Media Group، وWIS-TV و WCSC-TV و WMBF -TV و WHNS و WITN-DT2 و WECT-DT2 المملوكة لشركة Gray Media، و WRAZ-DT2 المملوكة لشركة Capitol Broadcasting Company .   سوف يبث فريق Pacers مبارياته على شبكة WTHR المملوكة لشركة Tegna Inc.  سوف يبث فريق بيستونز مبارياته على قناة WMYD المملوكة لشركة EW Scripps .  سوف يبث فريق Thunder مبارياته على قناة KWTV-DT أو KSBI (في أوكلاهوما سيتي) المملوكة لشركة Griffin Media وقناة KOTV-DT أو KQCW-DT (في تولسا).  سوف يبث فريق Timberwolves مبارياته على قناة KARE المملوكة لشركة Tegna Inc. 
في 2 يناير 2025، خرجت شركة Diamond من الفصل 11 من الإفلاس وأطلقت على نفسها اسم Main Street Sports Group . 

### الموظفين
غادر المحلل جيه جيه ريديك من شبكة ESPN الشبكة ليصبح المدرب الرئيسي لفريق لوس أنجلوس ليكرز. تم استبداله في البداية بمجموعة من المحللين المتناوبين الذين انضموا إلى مايك برين ودوريس بيرك في فريق الإعلان الرئيسي للشبكة.  في 24 فبراير، أعلنت شبكة ESPN أن ريتشارد جيفيرسون سيبقى مع برين وبورك لبقية الموسم. 
أعلن المحلل الرياضي في شبكة ESPN، هوبي براون ، اعتزاله في نهاية الموسم. كان براون معلقًا على مباريات ESPN منذ 2004 وكان سابقًا معلقًا على مباريات USA Network و CBS وTNT.  أجرى آخر مباراة له في 9 فبراير 2025، خلال مباراة 76ers–Bucks. 
قام فريق بوسطن سيلتيكس بترقية المعلق التلفزيوني البديل درو كارتر إلى العمل بدوام كامل هذا الموسم بعد اعتزال مايك جورمان . تم تعيين كارتر من قبل الفريق بعد فترة وجيزة من إعلان جورمان اعتزاله قبل بداية 2023–24 ؛ حيث كان جورمان هو من يعلق بشكل أساسي على مباريات سيلتيكس على أرضه خلال موسمه الأخير بينما كان كارتر هو من يعلق بشكل أساسي على المباريات خارج أرضه. 
قام فريق سان أنطونيو سبيرز بتعيين جاكوب توبي ليكون المعلق التلفزيوني الجديد لهذا الموسم بعد اعتزال بيل لاند. كان توبي يشغل سابقًا أدوارًا في اللعب مع Fox Sports وشبكة Pac-12 . 
تم الإعلان عن مباراة فيلادلفيا سفنيتي سيكسرز على أرضها في 3 مارس، وكذلك مباراة بوسطن سيلتيكس على أرضها في 5 مارس، بواسطة مايك تيريكو ، استعدادًا لدوره الجديد كمعلق رئيسي على المباريات على قناة إن بي سي في الموسم المقبل. كانت هذه المباريات هي المرة الأولى التي يعلق فيها تيريكو على مباريات الدوري الاميركي للمحترفين منذ موسم 2015-2016 ، أثناء وجوده في ESPN. 

## الأحداث البارزة
- في 27 يونيو 2024، اختير بروني جيمس في المركز 55 في الجولة الثانية من مسودة الدوري الأمريكي للمحترفين لعام 2024 من قبل فريق لوس أنجلوس ليكرز. وبصفته ابن لاعب ليكرز الحالي ليبرون جيمس، فقد سجّلا أول ثنائي أب وابنه يلعبان معًا في تاريخ الدوري.[1]
- وظهرا رسميًا لأول مرة في الموسم العادي معًا في 22 أكتوبر 2024، في مباراة فازا فيها على مينيسوتا تمبروولفز.[2]
- في 1 يوليو 2024، وقّع جايسون تاتوم تمديدًا لعقده مع بوسطن سيلتيكس لمدة خمس سنوات بقيمة 314 مليون دولار، وهو الأكبر في تاريخ الدوري.[3]
- خفّض الدوري الأمريكي للمحترفين متوسط عدد مباريات الموسم العادي المتتالية لكل فريق بنسبة 23% للمساعدة في الحد من "إدارة الحمل"، عندما تُريح الفرق أكثر من لاعب نجم سليم في أي ليلة. لم تعد الفرق تلعب أربع مباريات في خمس ليالٍ، أو ثماني مباريات في 12 ليلة، ولا تلعب في اليوم السابق أو التالي للمباريات "البارزة" التي تُبث على الصعيد الوطني.[4
- للموسم الثالث على التوالي، لم يُجدول الدوري مباريات الموسم العادي في يوم الانتخابات في الولايات المتحدة، والذي صادف 5 نوفمبر 2024.[5]
- في 22 أكتوبر 2024، عادل فريق بوسطن سيلتيكس الرقم القياسي لأكبر عدد من الرميات الثلاثية في مباراة واحدة برصيد 29 رمية في فوز على نيويورك نيكس.[6]
- في 22 أكتوبر 2024، تجاوز ليبرون جيمس كوبي براينت في عدد الأهداف الميدانية الضائعة في تاريخ الدوري الاميركي للمحترفين.[7]
- في 25 أكتوبر 2024، أصبح فريق غولدن ستايت ووريورز أول فريق في تاريخ الدوري الاميركي للمحترفين يفتتح موسمه بانتصارين بفارق 35 نقطة على الأقل.[8]
- في 25 أكتوبر 2024، أصبح ليبرون جيمس أول من سجل ثلاثية مزدوجة في موسمه الثاني والعشرين.[9]
- في 26 أكتوبر 2024، أصبح ليبرون جيمس أكبر لاعب سنًا، بعمر 39 عامًا و301 يومًا، ليقود كلا الفريقين في النقاط والمتابعات والتمريرات الحاسمة في مباراة واحدة.[10]
- في 28 أكتوبر 2024، أصبح كيفن دورانت ثامن لاعب يسجل 29000 نقطة.[11]
- في 31 أكتوبر 2024، أصبح فيكتور ويمبانيا ثالث لاعب يحقق أكثر من خمسة أهداف مزدوجة.[12]
- في 6 نوفمبر 2024، حقق كيني أتكينسون الرقم القياسي لأكبر عدد من الانتصارات في بداية أول موسم لمدرب مع فريق جديد برصيد 9 انتصارات، بفوز كليفلاند كافالييرز على نيو أورلينز بيليكانز.[13] تم تمديد الرقم القياسي إلى 15 في 17 نوفمبر 2024، بفوزه على شارلوت هورنتس.
- في 8 نوفمبر 2024، أصبح كليفلاند كافالييرز أول فريق في تاريخ الدوري الاميركي للمحترفين يفوز بأول عشر مباريات له بتسجيله 110 نقاط على الأقل في كل مباراة.[14]
- في 9 نوفمبر 2024، أصبح فيكتور ويمبانيا أول لاعب في تاريخ الدوري الاميركي للمحترفين يخوض مباريات متعددة بتسجيله 20 نقطة على الأقل، و5 رميات ثلاثية، و15 كرة مرتدة، و5 تصديات.[15]
- في 13 نوفمبر 2024، أصبح ليبرون جيمس أكبر لاعب سنًا، بعمر 39 عامًا و319 يومًا، يسجل ثلاث ثلاثيات مزدوجة متتالية.[16]
- في 13 نوفمبر 2024، أصبح كريس بول ثالث لاعب يسجل 12000 تمريرة حاسمة.[17] في 17 نوفمبر 2024، تجاوز جيمس هاردن راي ألين ليحتل المركز الثاني في قائمة أكثر اللاعبين تسجيلًا للثلاثيات في الدوري.[18]
- في 19 نوفمبر 2024، أنهى بوسطن سيلتيكس سلسلة انتصارات كليفلاند كافالييرز التي استمرت 15 مباراة بفوزه بنتيجة 120-117. عادل كافالييرز موسم 2024-2025 الرقم القياسي الذي حققه واشنطن كابيتولز موسم 1948-1949 وهيوستن روكتس موسم 1993-1994 في ثاني أطول سلسلة انتصارات في بداية الموسم.[19]
- في 19 نوفمبر 2024، عادل دالتون كنيتش الرقم القياسي في الدوري لأكبر عدد من الثلاثيات للاعب مبتدئ في مباراة واحدة، بتسع ثلاثيات.[20] في 29 نوفمبر 2024، تجاوز زاك لافين كيرك هينريش ليصبح صاحب الرقم القياسي في الرميات الثلاثية في تاريخ فريق بولز.[21]
- في 1 ديسمبر 2024، أصبح جيمس هاردن ثاني لاعب يصل إلى 3000 رمية ثلاثية.[22]
- في 5 ديسمبر 2024، تجاوز نيكولا يوكيتش ماجيك جونسون ليحتل المركز الثالث في الثلاثيات المزدوجة في مسيرته.[23]
- في 8 ديسمبر 2024، تجاوز كريس بول جيسون كيد ليحتل المركز الثاني في التمريرات الحاسمة في مسيرته.[24]
- في 13 ديسمبر 2024، حطم كل من فينيكس صنز ويوتا جاز الرقم القياسي لأكبر عدد من الرميات الثلاثية في مباراة غير وقت إضافي، كما عادلا الرقم القياسي لأكبر عدد من الرميات الثلاثية في مباراة واحدة بـ 44 رمية ثلاثية ناجحة بين الفريقين (22 منها من كلا الفريقين) في فوز فينيكس 134-126 على يوتا.[25]
- في 13 ديسمبر 2024، حطم كل من شارلوت هورنتس وشيكاغو بولز الرقم القياسي لأكبر عدد من الرميات الثلاثية الضائعة في مباراة بين فريقين بإجمالي 75 رمية ثلاثية ضائعة من كلا الفريقين (38 محاولة ضائعة من قبل هورنتس، و37 محاولة ضائعة من قبل بولز) في فوز شيكاغو 109-95 على شارلوت.[26][27] بالمصادفة، عادل الفريقان الرقم القياسي بعد أسبوعين في 30 ديسمبر، حيث أضاع شيكاغو 42 محاولة تسديد ثلاثية إجمالية وأضاع شارلوت 33 محاولة تسديد ثلاثية هذه المرة في فوز بولز 117-108 في الوقت الإضافي على هورنتس.[28]
- في 15 ديسمبر 2024، حطم دالاس مافريكس وغولدن ستيت ووريورز الرقم القياسي لأكبر عدد من الرميات الثلاثية التي سجلها كلا الفريقين في مباراة واحدة بـ 48 (27 من قبل ووريورز و21 من قبل مافريكس) في فوز دالاس 143-133 على غولدن ستيت.[29
- في 19 ديسمبر 2024، تجاوز ليبرون جيمس كريم عبد الجبار لأكبر عدد من الدقائق في الموسم العادي في تاريخ الدوري الاميركي للمحترفين.[30]

في 31 ديسمبر 2024، أصبح ليبرون جيمس أول لاعب في تاريخ الدوري الاميركي للمحترفين يلعب في الدوري سواءً كمراهق أو في الأربعينيات من عمره.[31]
- في 3 يناير 2025، تجاوز ليبرون جيمس مايكل جوردان في عدد المباريات التي سجل فيها 30 نقطة في تاريخ الدوري الاميركي للمحترفين، بمباراته رقم 563.[32]
- في 10 يناير 2025، أصبح نيكولا يوكيتش وراسل وستبروك أول زملاء في الفريق يحققان ثلاثية مزدوجة في نفس المباراة عدة مرات في نفس الموسم.[33]
- في 1 فبراير 2025، أصبح ليبرون جيمس أول لاعب يحقق ثلاثية مزدوجة متعددة في سن الأربعين.[34]
- في 3 فبراير 2025، تجاوز ديفين بوكر والتر ديفيس ليصبح الهداف التاريخي لفريق صنز.[35] في 6 فبراير 2025، أصبح ليبرون جيمس أكبر لاعب سنًا، بعمر 40 عامًا و38 يومًا، يسجل 40 نقطة في مباراة بأداء بلغ 42 نقطة ضد فريق غولدن ستايت ووريورز.[36]
- في 11 فبراير 2025، أصبح كيفن دورانت ثامن لاعب يسجل 30,000 نقطة.[37]
- في 25 فبراير 2025، سجل لوكا دونسيتش ثلاثية مزدوجة في فوز ضد فريقه السابق، دالاس مافريكس، ليصبح رابع لاعب يحقق ثلاثية مزدوجة في المباراة الأولى ضد فريقه القديم وواحدًا من ثلاثة لاعبين (ليبرون جيمس وراسل ويستبروك) حققوا ثلاثية مزدوجة ضد جميع فرق الدوري الاميركي للمحترفين الثلاثين.[38] في 3 مارس 2025، أصبح ليبرون جيمس رابع لاعب يحقق 1000 فوز في الموسم العادي بفوزه 108-102 على لوس أنجلوس كليبرز.[39]
- في 4 مارس 2025، أصبح ليبرون جيمس أول لاعب يسجل 50000 نقطة مجتمعة في الموسم العادي والتصفيات.[40]
- في 5 مارس 2025، أصبح بايتون بريتشارد وديريك وايت أول زملاء في الفريق يسجل كل منهما 9 رميات ثلاثية أو أكثر في نفس المباراة.[41]
- في 7 مارس 2025، أصبح نيكولا يوكيتش أول لاعب يسجل 30 نقطة و20 كرة مرتدة و20 تمريرة حاسمة على الأقل في مباراة واحدة.[42]
- في 8 مارس 2025، أصبح ستيفن كاري اللاعب السادس والعشرون الذي يسجل 25000 نقطة.[43]
- في 13 مارس 2025، أصبح ستيفن كاري أول لاعب يسجل 4000 ثلاثية في مسيرته.[44]
- في 19 مارس 2025، أصبح ساندرو ماموكيلاشفيلي أول لاعب في تاريخ الدوري الأمريكي للمحترفين يسجل 34 نقطة أثناء لعبه أقل من 20 دقيقة.[45]
- في 20 مارس 2025، أصبح ديمار ديروزان اللاعب السابع والعشرون الذي يسجل 25000 نقطة.[46]
- في 23 مارس 2025، أصبح دايسون دانيلز أصغر لاعب يحقق 200 سرقة أو أكثر في موسم واحد. كما أصبح أول لاعب منذ كريس بول في موسم 2008-2009 يصل إلى هذا الرقم.[47]
- في 28 مارس 2025، حقق فريق ديترويت بيستونز أول موسم فوز له منذ عام 2016.[48] كما أصبحوا ثاني فريق في تاريخ الدوري الأمريكي للمحترفين يضاعف إجمالي انتصاراته ثلاث مرات عن الموسم السابق، لينضموا إلى شارلوت بوبكاتس موسم 2012-2013، وأول فريق يفعل ذلك من الموسم الكامل السابق.[49]
- في 31 مارس 2025، في مباراة ضد شارلوت هورنتس، عانى يوتا جاز، الذي لم يخسر 60 مباراة أو أكثر في تاريخه، من خسارته الستين هذا الموسم، مما جعله آخر فريق متبقٍ في تاريخ الدوري يخسر 60 مباراة على الأقل في موسم واحد.
- في 31 مارس 2025، اندلع شجار بين ديترويت بيستونز ومينيسوتا تمبروولفز، مما أدى إلى طرد خمسة لاعبين ومدربين. كما تم إيقاف اللاعبين الخمسة.[50] في 1 أبريل 2025، حقق نيكولا يوكيتش ثلاثية مزدوجة بتسجيله 61 نقطة و10 متابعات و10 تمريرات حاسمة، وهو أعلى رقم تسجيلي في تاريخ الدوري الأمريكي للمحترفين لكرة السلة.[51]
- في 4 أبريل 2025، حطم بوسطن سيلتيكس الرقم القياسي لأكثر عدد من الرميات الثلاثية في موسم واحد بتسجيله رميته الثلاثية رقم 1364 بواسطة بايتون بريتشارد في مباراة ضد فينيكس صنز. وكان الرقم القياسي السابق يحمله فريق غولدن ستايت ووريورز موسم 2022-2023.[52]
- في 8 أبريل 2025، حطم أوكلاهوما سيتي ثاندر الرقم القياسي لأكثر عدد من الانتصارات برقم مزدوج في موسم واحد بتسجيله 51 فوزًا، متجاوزًا الرقم السابق البالغ 50 فوزًا والذي سجله فريق لوس أنجلوس ليكرز موسم 1971-1972.[53] في 9 أبريل 2025، تجاوز ليبرون جيمس كريم عبد الجبار ليحتل المركز الثاني في قائمة مباريات الموسم العادي بالدوري، برصيد 1561 مباراة.[54]
- في 11 أبريل 2025، أصبح نيكولا يوكيتش ثالث لاعب في تاريخ الدوري الأمريكي للمحترفين يحقق متوسط تريبل دبل في موسم واحد، لينضم إلى أوسكار روبرتسون وراسل وستبروك.[55]
- في 13 أبريل 2025، أصبح كريس بول أول لاعب يبدأ جميع مباريات فريقه الـ 82 في موسمه العشرين أو ما بعده.[56]
- حقق فريق أوكلاهوما سيتي ثاندر الرقم القياسي لأعلى فارق تسجيل في موسم واحد، بـ +12.9. الرقم القياسي السابق البالغ +12.3 سجله فريق لوس أنجلوس ليكرز في موسم 1971-1972.[57]
- أصبح جاريت ألين أول لاعب يسجل 70% من الملعب و70% من خط الرميات الحرة في موسم واحد.[58]